# Speichersee Valos
Der Speichersee Valos ist ein Speichersee auf dem Gemeindegebiet von Vaz/Obervaz im Schweizer Kanton Graubünden.
Der See liegt auf einer Höhe von 1674 m ü. M. westlich von Lenzerheide/Lai am Osthang des Piz Scalottas. Er wurde 2007/2008 gebaut, fasst 110'000 Kubikmeter Wasser und dient zusammen mit den Speicherseen Scharmoin und Heidbüel der Wasserbereitstellung zur Pistenbeschneiung des Wintersportgebiets Lenzerheide. Am Nordufer des Sees liegen eine Grillstelle und ein Kinderspielplatz.
Bei Windstille spiegelt sich im See das Parpaner Rothorn.

## Zugang
Der Speichersee ist über einen Wanderweg von der Lenzerheide aus erreichbar.